# Nuorttanaste
A Nuorttanaste (magyarul "Északi csillag", azaz "Sarkcsillag") egy északi számi nyelvű vallásos folyóirat, mai napig az egyedüli ebben a minőségében. 

## Története
1898-ban jelent meg először, alapítója és első főszerkesztője Gustav Fridjof Lund (1862-1912) volt. 1898-ban havonta egyszer jelent meg, napjainkban a norvég evangélikus szabadegyház havonta kétszer adja ki. A főszerkesztőség, miként maguk a számik is, folyamatosan költözött, épp oda, ahol számik éltek. Legelőször Bodø-ben adták ki, volt hogy Oslóban, majd a főszerkesztőség 1992-től Kárášjohkában (Karasjokk) van.

## Főszerkesztők
- Gustav F. Lund 1898–1911
- Ole A. Andersen 1911–15
- Henrik Olsen Heika 1915–48
- Anders Guttormsen 1948–60
- Jon O. Nilsen 1960–92
- Ann Solveig Nystad 1992–2003
- Olaug Balto Larsson 2003–